# Enoplognatha diversa
Enoplognatha diversa là một loài nhện trong họ Theridiidae.
Loài này thuộc chi Enoplognatha. Enoplognatha diversa được John Blackwall miêu tả năm 1859.